# Río de La Cabrera
Río de La Cabrera är ett vattendrag i Spanien.   Det ligger i provinsen Provincia de Jaén och regionen Andalusien, i den centrala delen av landet, 260 km söder om huvudstaden Madrid.